# Kengo Tanaka
Kengo Tanaka (født 30. december 1989) er en japansk fodboldspiller, som spiller for den japanske fodboldklub Matsumoto Yamaga FC.